# Kanton Mutzig
Kanton Mutzig (fr. Canton de Mutzig) je francouzský kanton v departementu Bas-Rhin v regionu Grand Est. Tvoří ho 51 obcí. Zřízen byl v roce 2015.

## Obce kantonu
| - Albé - Barembach - Bassemberg - Bellefosse - Belmont - Blancherupt - Bourg-Bruche - Breitenau - Breitenbach - La Broque - Colroy-la-Roche - Dieffenbach-au-Val - Dinsheim-sur-Bruche - Fouchy - Fouday - Grandfontaine - Gresswiller | - Heiligenberg - Lalaye - Lutzelhouse - Maisonsgoutte - Muhlbach-sur-Bruche - Mutzig - Natzwiller - Neubois - Neuve-Église - Neuviller-la-Roche - Niederhaslach - Oberhaslach - Plaine - Ranrupt - Rothau - Russ - Saales | - Saint-Blaise-la-Roche - Saint-Martin - Saint-Maurice - Saint-Pierre-Bois - Saulxures - Schirmeck - Solbach - Steige - Still - Thanvillé - Triembach-au-Val - Urbeis - Urmatt - Villé - Waldersbach - Wildersbach - Wisches |